# Masayoshi Son
Masayoshi Son (孫 正義 Son Masayoshi?) (Tosu, 11 de agosto de 1957) es un empresario japonés de ascendencia coreana, fundador y propietario del grupo SoftBank y presidente de Sprint Corporation.

## Biografía
Masayoshi Son es el mayor de cuatro hijos de una familia de comerciantes japoneses de ascendencia coreana que residía en Tosu, al norte de Kyūshū. Cuando era joven se llamaba Masayoshi Yasumoto porque sus padres se habían cambiado el apellido durante la ocupación japonesa de Corea. No obstante, adoptó el apellido de los abuelos cuando regresó a Japón en 1981.
La mayor parte de su infancia transcurrió entre Tosu y Fukuoka. En 1973, cuando aún tenía 16 años, participó en un programa de intercambio de estudiantes a Estados Unidos y quedó tan prendado del país que al año siguiente se marchó allí para estudiar economía y ciencias de la computación. A pesar de la oposición inicial de los padres, lograría convencerles y se estableció en San Francisco con la ayuda de parientes. Durante un tiempo permaneció en la Universidad Holy Names de Oakland, hasta que en 1977 pudo matricularse en la Universidad de California en Berkeley para completar el grado en Economía.
A pesar de haber nacido en Japón, Masayoshi no obtuvo la nacionalidad japonesa hasta 1990. Según la ley nipona, los ciudadanos naturalizados deben adaptar el nombre y apellido al idioma japonés, algo que no sucedía con el coreano «Son». Sin embargo, su esposa japonesa Masami Ohno quiso cambiarse el apellido para que él pudiera acceder a la nacionalidad.
Masayoshi Son posee una fortuna de 14.800 millones de dólares, lo que le convierte en la segunda mayor fortuna de Japón —por detrás de Tadashi Yanai— y en uno de los 100 mayores multimillonarios del mundo. Su hermano menor Taizo Son dirige la empresa de videojuegos GungHo, filial de SoftBank. Sus numerosas apariciones públicas han hecho que sea comparado con Bill Gates.
Desde 2005 es propietario de un equipo de béisbol, los Fukuoka SoftBank Hawks de la Liga Japonesa de Béisbol Profesional.

## Trayectoria empresarial
Mientras estaba en la universidad, Masayoshi se involucró en varios negocios para costearse la carrera, entre ellos la importación de máquinas recreativas. El más conocido fue la creación de un traductor automático sobre la base de un programa de síntesis de habla inventado por uno de sus profesores en Berkeley, Forrest Mozer. La patente del dispositivo fue vendida a Sharp por más de 420.000 dólares.
Después de preparar su próximo proyecto durante un año y medio, el 3 de septiembre de 1981 tuvo lugar la fundación de SoftBank, empresa dedicada a la distribución de software. Algunos de sus primeros clientes fueron Hudson Soft (videojuegos) y Joshin Denki (electrónica de consumo). Son mantuvo el cargo de consejero delegado en los dos primeros años hasta su retirada temporal debido a una hepatitis crónica. La enfermedad no le mantuvo alejado de la toma de decisiones, así que retomaría las riendas al recuperarse en 1986.
A comienzos de la década de 1990, Softbank ya era un conglomerado con intereses en empresas tecnológicas y de servicios financieros. No obstante, el punto de inflexión fue la entrada en el emergente mercado de internet, con inversiones agresivas a través de Softbank Technology Ventures (STV). La más exitosa fue el portal web Yahoo! Japan en 1996, a través del cual se convertiría en máximo accionista de la matriz estadounidense. La revista Forbes estima que STV invirtió más de 230 millones de dólares en 55 empresas digitales de la época, entre ellas GeoCities, Webvan y ZDNet, así como una participación inicial en el portal web chino Alibaba.
Todas las apuestas del mercado digital estuvieron a punto de llevarle a la quiebra cuando estalló la burbuja «punto com» en 2000. Ese año el valor en bolsa de Softbank cayó un 77%.
Masayoshi se vio obligado a reformular su estrategia al sector de las telecomunicaciones. Por un lado, en 2001 puso en marcha Yahoo! Broadband para la venta de internet de banda ancha, y pudo ampliar el servicio a nivel nacional mediante la estructura de Japan Telecom. Por otro lado, en 2006 llegó a un acuerdo con Vodafone para hacerse con su filial nipona y reconvertirla en SoftBank Mobile, que conquistó el primer puesto en el mercado nipón gracias a sus ofertas y a la venta exclusiva del iPhone.
En 2013 SoftBank confirmó la compra de la estadounidense Sprint Corporation por 20.000 millones de dólares, y en 2016 se gastó 29.000 millones en la multinacional de semiconductores ARM.

## Controversia
Masayoshi Son estuvo involucrado indirectamente en el caso de los Papeles de Panamá, al revelarse que una de las filiales de SoftBank había invertido 552.000 dólares en dos empresas chinas con sede en un paraíso fiscal. El empresario negó las acusaciones, asegurando que ambas empresas «ya habían sido vendidas» y que el gasto en ellas era «sólo para hacer negocio, no para evadir impuestos».